# Henryk Czyżewski
Henryk Czyżewski (ur. 27 lipca 1930 w Rakutowie, zm. 27 lutego 2000) – polski działacz państwowy i partyjny, prawnik, w latach 1984–1990 przewodniczący Prezydium Wojewódzkiej Rady Narodowej we Włocławku.

## Życiorys
Syn Stanisława i Stefanii. Z wykształcenia prawnik, uzyskał stopień doktora w tej dziedzinie. Od 1975 był dyrektorem Zakładu Ubezpieczeń Społecznych we Włocławku. W 1972 wstąpił do Polskiej Zjednoczonej Partii Robotniczej, nauczał w Wojewódzkiej Szkole Partyjnej w Kielcach. Od 1984 był wiceprzewodniczącym Wojewódzkiej Komisji Rewizyjnej Komitetu Wojewódzkiego PZPR we Włocławku, został też wiceprzewodniczącym Wojewódzkiej Komisji ds. Listów, Skarg i Wniosków KW PZPR. Zasiadał w Wojewódzkiej Radzie Narodowej we Włocławku, w 1984 objął fotel przewodniczącego jej Prezydium. Zajmował to stanowisko do 1990.